# Zoo de Kaboul
Le zoo de Kaboul ou parc zoologique de Kaboul, en persan afghan : باغ‌وحش کابل, est un parc zoologique situé au bord de la rivière Kaboul, dans le district 3 à Kaboul en Afghanistan. Il a été fondé en 1967.
Originellement, une importance était donnée à la faune. Le zoo a eu plus de 500 animaux. On comptait 150 000 visiteurs en 1972.